# فرانك بريدغز
فرانك بريدغز (بالإنجليزية: Frank Bridges)‏ هو مدرب كرة سلة أمريكي، ولد في 4 يوليو 1890 في سافانا في الولايات المتحدة، وتوفي في 10 يونيو 1970.

## وصلات خارجية
- فرانك بريدغز على موقع كلية كرة السلة في سبورتس رفرنس.كوم (الإنجليزية)